# Ruukki
Ruukki est une ancienne municipalité du nord-ouest de la Finlande, dans la région d'Ostrobotnie du Nord.
Formée en 1973 par la réunion des communes rurales de Paavola et Revonlahti, elle disparaît à son tour le 1er janvier 2007 par fusion dans Siikajoki.
Revonlahti fut le cadre d'une importante bataille lors de la Guerre de Finlande, le 27 avril 1808, quand des troupes suédoises supérieures en nombre surprirent une colonne russe de 1 800 hommes, la détruisirent presque entièrement et capturèrent même un général russe.

## Géographie
La commune se situe en plein cœur des grandes plaines d'Ostrobotnie, traversée par la paisible rivière Siikajoki. Elle est bordée par les municipalités de Raahe à l'ouest, Siikajoki au nord-ouest, Lumijoki au nord, Liminka au nord-est, Rantsila au sud-est et Vihanti au sud.